# 骆驼刺属
駱駝刺屬（学名：Alhagi）是生長在舊大陸的其中一個屬，常常被叫做camelthorns或manna trees。有三到五個種。
跟其他種類的植物，駱駝刺屬的植物有相較長而深的根部。如一株矮樹叢長出來只有一公尺高，但是根部可能比十五公尺還长。駱駝刺屬的植物很耐乾燥，因為長而深的根部可以獲取比其他植物位於地底更深層的地下水。
駱駝刺屬的植物是鱗翅目蝴蝶幼蟲的主要食物。

## 下属物种
本属包括以下物种：
- Alhagi brevispina Maire
- 骆驼刺 Alhagi camelorum Fisch.
- Alhagi graecorum Boiss.
- Alhagi mannifera Desv., 1813
- 波斯骆驼刺 Alhagi maurorum Medik.
- 骆驼刺 Alhagi pseudalhagi (M.Bieb.) Desv. ex Wangerin